# دانکن مک‌نیکول
دانکن مک‌نیکول (انگلیسی: Duncan McNichol؛ 1876 – Unknown) بازیکن فوتبال اهل بریتانیا بود.
از باشگاه‌هایی که در آن بازی کرده‌است می‌توان به باشگاه فوتبال آبردین و باشگاه فوتبال آرسنال اشاره کرد.